# 保羅·加拉赫
保羅·加拉赫（英語：Paul Gallacher；1979年8月16日—）是一位蘇格蘭足球運動員。在場上的位置是守門員。他現在效力於蘇格蘭足球超級聯賽球隊巴特里足球俱樂部。他也代表蘇格蘭國家足球隊參賽。

## 外部連結
- 足球数据库：保羅·加拉赫的球员统计数据
- Profile at dafc.co.uk